# Starfield (ゲーム)
『Starfield』（スターフィールド）は、ベセスダ・ソフトワークスより2023年9月6日に発売されたゲームソフト。ジャンルはオープンワールド型のアクションロールプレイングゲーム。対応プラットフォームはMicrosoft WindowsおよびXbox Series X/S。

## 概要
The Elder ScrollsやFallout シリーズで知られるBethesda Game Studiosが、25年ぶりに手掛ける完全新規タイトル。人類が太陽系外に進出した西暦2330年を舞台に、プレイヤーは宇宙探検家集団「コンステレーション」の一員として広大な宇宙を冒険する。

## 開発
本作のディレクターであるトッド・ハワードは、これまでに様々なゲームを制作してきた中で、しばしば「宇宙のゲーム」について考えていたという。開発が始まった正確な時期については明かされていないものの、2013年には「Starfield」という名称を商標登録している。
ハワードはIGNのインタビューで、Xbox Series X/S版はいずれも30fpsに固定されると語った。画質とパフォーマンスのどちらを優先するか選択できるゲームが増えている中、この仕様はゲーマーの間で議論を呼ぶこととなった。
PC版では、AMDが本作の「独占的パートナー」となる。Ryzen 7000シリーズとRadeon RX 7000シリーズに最適化され、PCとXbox Series X/Sの両方で優れたパフォーマンスが得られるとしている。後日、アップデートでDLSSへの対応が予定されている。
マイクロソフトのXbox部門責任者であるフィル・スペンサーは、同社がベセスダ・ソフトワークスの親会社ゼニマックス・メディアを買収した理由の一つに、本作の存在を挙げている。ソニーはDEATHLOOPやGhostwire: Tokyoと同様に、本作でもXbox版の発売を遅らせることを条件に報酬を支払うよう交渉していたという。もっとも、マイクロソフトもライズ オブ ザ トゥームレイダーやPUBG、S.T.A.L.K.E.R. 2: Heart of Chornobyl、ARK 2などで同様の契約を結んでおり、このような交渉は珍しいものではない。

## 登場人物
主人公
炭鉱の仕事に就いていたある日、採掘場で偶然見つけたアーティファクトに触れたことで宇宙を巡る旅に出る。
宇宙に散らばった全てのアーティファクトを集め「ユニティ」に辿り着くことを目的とする。
出自などはプレイヤーが決められ、金を払えば指名手配といったマイナス特性を解消することもできる。出自によっては両親が出てくることもある。
2周目以降
ユニティに辿り着き「スターボーン」として生まれ変わる。並行世界の宇宙でもう一度ユニティに辿り着く旅に出る。
コンステレーションのメンバーに自分がスターボーンであることを明かすとメインシナリオをスキップさせ、アーティファクトのみを集めることも可能。それ以外では周回ごとに何かしらの変化がある。

### コンステレーション
バレット
声 - 岩崎ひろし
主人公が最初に会うコンステレーションのメンバー。元UC所属の物理学者。最初の宇宙船の所有者。同性愛者。
サラ・モーガン
声 - 田村睦心
コンステレーション議長代理。UC海軍に航海士として所属していた経験もある元軍人。
ウォルター・ストラウド
コンステレーションのメンバー兼パトロン。宇宙船造船企業の大手ストラウド・エクランドのCEO。
ウラジミール・サール
元海賊で紅の艦隊に所属していたこともある。普段は宇宙ステーション「アイ」で観測している。
マッテオ・カトリ
声 - 櫻井トオル
神学者。有人星系外に知的生命体が存在していることを主張する。
ノエル
声 - 伊藤静
サラの弟子。
サム・コー
声 - 小山剛志
宇宙を旅するカウボーイ。アキラ・シティの開拓者ならびに自由恒星同盟の発足に貢献した英雄ソロモン・コーの末裔。
コラ・コー
声‐青木瑠璃子
サムの娘。
アンドレヤ
声 - 恒松あゆみ
ヴァスコ

### スターボーン
ハンター
主人公の前に現れる享楽的なスターボーン。
エミッサリー
声 - 岩崎ひろし、田村睦心、小山剛志、恒松あゆみ他
主人公の前に現れる穏健派のスターボーン。
正体は並行世界の宇宙でスターボーンとなったコンステレーションのメンバーだが、誰になるかは周回によって異なる。

## 用語
グラヴ・ドライブ
本作におけるワープ航法を実現するために必要となるワープ用エンジンの名称。正式名称はグラヴィティ・ドライブ。22世紀後半に完成。航行距離は宇宙船に搭載するヘリウムタンクの容量とグラヴ・ドライブの性能によって決まる。
終盤でコンステレーションのメンバーはグラヴ・ドライブの開発によって地球が滅びることになったことを知る。
コロニー連合
アルファ・ケンタウリを中心とする星間国家。首都はニューアトランティス。
自由恒星同盟
シャイアン・ヴォライ・ナリオンからなる惑星同盟。首都はシャイアンにあるアキラシティ。その成り立ちから自由と独立を尊重しコロニー連合とは対立関係にある。
コロニー戦争
本編開始の23年前にあたる2307年に自由恒星同盟がルナラ星系惑星ヴェスタの進出したことから始まる星間国家間戦争。

## 評価
Metacriticで、評価「88」を獲得した。Xbox/PC合計で全世界同時プレイヤー数100万人を達成した。発売2日目で、累計600万人のプレイヤーを達成した。9月16日にプレイヤー数が1000万に到達したと発表。これはベセスダのゲーム史上最速のプレイヤー数ベースである。
TYPE-MOON StudioBBの新納一哉はHDDにインストールをして動作しないと不満を漏らした。上記にある通り最低動作環境でもSSDへのインストールが必須となっている。